# Charles d'Autemarre d'Erville
Charles François Xavier d'Autemarre d'Erville (Cheppy, 17 december 1805 - Parijs, 18 februari 1891) was een Frans generaal ten tijde van het Tweede Franse Keizerrijk.

## Biografie
D'Autemarre d'Erville studeerde aan de École Spéciale Militaire de Saint-Cyr en vervoegde nadien de infanterie van het Franse leger. Hij diende in Frans-Algerije en liet zich opmerken tijdens de inname van Bougie (het huidige Béjaïa) in 1833. Nadien werd hij bevorderd tot kapitein en vervoegde hij de zoeaven, waar bij de leiding kreeg over een bataljon. In april 1845 trad hij wederom toe tot de infanterie, met de graad van luitenant-kolonel. Later werd hij kolonel en nam hij deel aan de Franse expeditie naar Rome in 1849. Tijdens de Krimoorlog had d'Autemarre d'Erville de leiding over een volledige divisie. In 1859, tijdens de Tweede Italiaanse Onafhankelijkheidsoorlog, nam bij deel aan de Slag bij Magenta, wat hem een bevordering tot generaal opleverde.
Op 15 augustus 1870 werd d'Autemarre d'Erville door de regering-Ollivier voorgedragen als senator. Door de val van het Tweede Franse Keizerrijk en de afkondiging van de Derde Franse Republiek op 4 september 1870 werd hij nooit benoemd, waardoor hij nooit werkelijk in de Senaat zetelde.
D'Autemarre d'Erville werd onderscheiden met het grootkruis in het Legioen van Eer.